# Coppa Intercontinentale 2000 (calcio a 5)
La Coppa Intercontinentale 2000 è stata la quinta edizione di tale competizione, non ancora riconosciuta dalla FIFA stessa. La gara si è svolta a Mosca al CSKA Sports Stadium tra le prime tre vincitrici della Coppa (MFK Dina Moskva, Ulbra Claro Digital, Atletico Mineiro) e i vincitori dell'European Champions Tournament 1999-2000 del Caja Segovia Fútbol Sala. La competizione si è disputata dal 7 ottobre al 9 ottobre 2000.

## Classifica finale
| Squadra                  | Pti | G | V | N | P | GF | GS |
| ------------------------ | --- | - | - | - | - | -- | -- |
| Caja Segovia Fútbol Sala | 6   | 3 | 2 | 0 | 1 | 13 | 10 |
| Atletico Mineiro         | 6   | 2 | 2 | 0 | 1 | 14 | 8  |
| MFK Dina Moskva          | 3   | 3 | 1 | 0 | 2 | 7  | 10 |
| Ulbra Claro Digital      | 3   | 3 | 1 | 0 | 2 | 9  | 15 |

## Gare
| Mosca 7 ottobre 2000 | Atletico Mineiro | 7 – 1 | Ulbra Claro Digital | CSKA Sports Stadium |

| Mosca 7 ottobre 2000 | MFK Dina Moskva | 1 – 4 | Caja Segovia | CSKA Sports Stadium |

| Mosca 8 ottobre 2000 | Caja Segovia | 3 – 2 | Atletico Mineiro | CSKA Sports Stadium |

| Mosca 8 ottobre 2000 | MFK Dina Moskva | 2 – 1 | Ulbra Claro Digital | CSKA Sports Stadium |

| Mosca 9 ottobre 2000 | Ulbra Claro Digital | 7 – 6 | Caja Segovia | CSKA Sports Stadium |

| Mosca 9 ottobre 2000 | MFK Dina Moskva | 4 – 5 | Atletico Mineiro | CSKA Sports Stadium |